# 磴口站
磴口站位于中华人民共和国内蒙古自治区巴彦淖尔市，是包银高速铁路建设中的车站。

## 历史
2023年4月10日。车站动工兴建，项目名称为“磴口西站”。